# 長崎県道60号獅子津吉線
長崎県道60号獅子津吉線（ながさきけんどう60ごう ししつよしせん）は、長崎県平戸市を通る県道（主要地方道）である。

## 概要
平戸市獅子町から平戸市津吉町に至る。平戸市の平戸島中南部を縦貫する。
平戸島西海岸の平戸市獅子町で、海岸沿いを走る長崎県道19号平戸田平線と別れて山間部に入る。小さな峠を過ぎると平戸市中部地区の中心地である同市紐差町に入り、国道383号と少し重複した後に右折して平戸島東南部へ向かう（国道から別れた直後の紐差小学校前で左折して海沿いの道を走る）。同市木ヶ津町から大川原町にかけて内陸農村部を通り、大川原町からは平戸島東側の海岸線に沿って通るが、海沿いは急峻な崖を縫うようにカーブの多いワインディングロードとなる。
海岸線がなだらかになって漁港の集落が見えると、平戸市前津吉町になる。前津吉港からは、かつて佐世保市の相浦港へ津吉商船のフェリーが出ていたが、平戸大橋通行料値下げと前後して廃止され、代わって相浦港 - 佐世保港への高速船が運航されている。
前津吉町からは農村地帯を走り、T字路で国道383号と再び合流し、終点となる。

### 路線データ
- 起点：長崎県平戸市獅子町（長崎県道19号平戸田平線交点）
- 終点：長崎県平戸市津吉町（国道383号交点）
- 総延長：21.3 km

## 歴史
- 1993年（平成5年）5月11日 - 建設省から、県道獅子紐差線・県道前津吉港紐差線・県道前津吉港線が獅子津吉線として主要地方道に指定される[1]。

## 路線状況

### 重複区間
- 国道383号（平戸市紐差町 地内）

## 地理

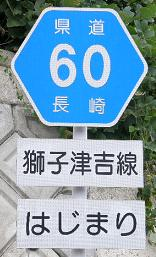
長崎県道60号獅子津吉線起点

### 通過する自治体
- 平戸市

### 交差する道路
| 交差する道路                          | 交差する場所 | 交差する場所 |
| ------------------------------------- | ------------ | ------------ |
| 長崎県道19号平戸田平線                | 獅子町       | 起点         |
| 国道383号 重複区間起点                | 紐差町       |              |
| 国道383号 重複区間終点                | 紐差町       | 紐差交差点   |
| 国道383号 長崎県道19号平戸田平線 重複 | 津吉町       | 終点         |

### 沿線
- 永田記念図書館
- カトリック紐差教会
- 平戸市立紐差小学校
- 平戸市立津吉小学校